# Toy

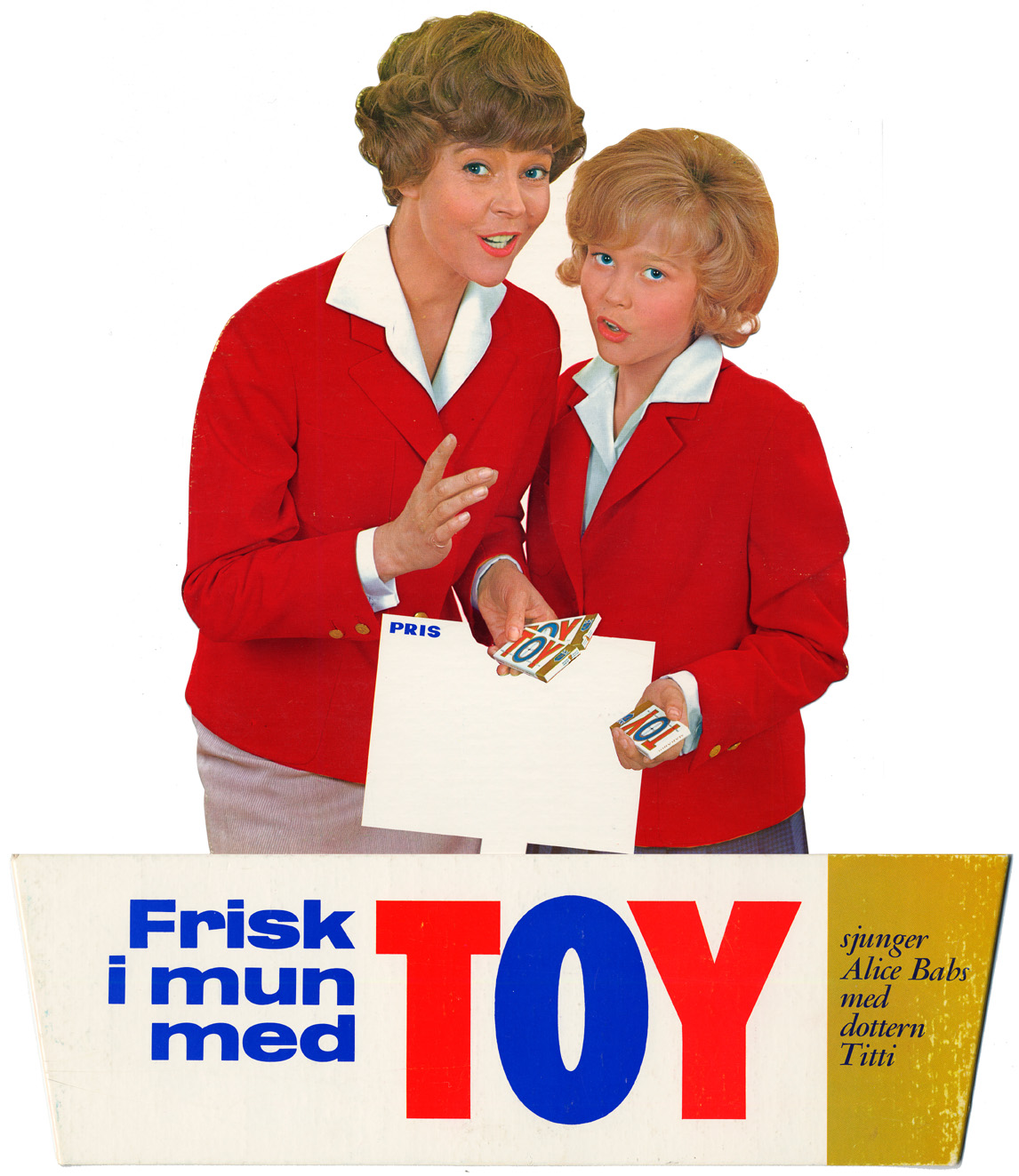
Reklam för Toy med Alice Babs och Titti Sjöblom

Toy är ett nordiskt tuggummimärke som började tillverkas av Marabou på 1930-talet. På 1960- och 1970-talen var det en storsäljare både i Sverige och i Norge. Produktionen övertogs senare av Malaco och 2011 av Cloetta. Toy såldes länge med sin reklamslogan Ta't lugnt, ta en Toy

## Historik
Toy började tillverkas 1934 av Marabou. På 1960- och 1970-talen var tuggummit en storsäljare både i Sverige och i Norge och man sålde 600–700 ton tuggummi varje år.
Under en period i början på 1970-talet såldes även Sockerfritt Toy. Marabou kom dock fram till att den sockerfria varianten behövde ett eget namn och lanserade därför våren 1973 en tävling för att hitta ett nytt namn. Resultatet presenterades i september 1973 och sju vinnande förslag tilldelades varsin Opel Manta. Från dessa vinnare valde Marabou namnet Smajl, vilket blev det nya namnet för Sockerfritt Toy.
Produktionen övertogs senare av Malaco som flyttade tillverkningen till Danmark. Under 1990-talet tillverkades ett par hundra ton tuggummi om året men 1998 upphörde produktionen på grund av hårdnande konkurrens, framför allt från sockerfria tuggummin. Lanseringen av sockerfria Toy lyckades inte.
I samband med 70-årsjubileet 2004 såldes en jubileumsupplaga, 700 000 paket, under en kortare tid.
Malaco gick 1999 samman med Leaf Sverige (fd Ahlgrens) till MalacoLeaf, som ombildades till Leaf Scandinavia.
I februari 2011 nylanserades Toy. Senare samma år köptes Leaf av Cloetta.

## Marknadsföring
Toy såldes med en reklamslogan som blev väldigt känd Ta't lugnt, ta en Toy. En annan slogan som användes var Frisk i mun med Toy.
Alice Babs medverkade i flera reklamfilmer för Toy där hon sjöng: "Jag känns väl igen från kartongen/och kanske även på sången".